# K.k. Östliche Staatsbahn
A k.k. Östliche Staatsbahn (ÖStB) az egyetlen vasútvonal az Osztrák Császárság-ban, mely 1850 és 1858 között összeköttetést biztosított Galícia és Lodomeria tartományokkal.
Az ÖStB eredete a Krakkó-Schlesingeren Eisenbahn (lengyelül: Kolej Krakowsko-Górnośląska) vasútvonalhoz kötődik, melynek építését Krakkó város szenátusa határozta el 1844-ben.
A Krakau-Oberschlesische Eisenbahnt 1850. május 30-án felvásárolta az állam és céget alapított k.k. östliche Staatsbahn néven. Az üzemeltetést 1851 december 31-ig még Krakau-Oberschlesische Eisenbahn végezte, 1852 január 1-jével vette át az állam.
1856. március 1-én megnyílt a szárnyvonal Trzebiniatól Auschwitzon át (Oświęcim) Dzieditzig (Dziedzice), ami végre megnyitotta az összeköttetést Krakkótól a Kaiser Ferdinands-Nordbahn-hoz.
1858-ban az ÖStB-t reprivatizálták. A pálya Krakkótól nyugatra eső része június 26-ától a KFNB-hez, míg a többi része és a járműpark már április 7-től a Galizische Carl Ludwig-Bahn-hoz (CLB) került.

## A pályaszakaszok megnyitása
- 1847. október 13. – Krakau–Trzebinia–Myslowitz, (törzsvonal, korábban Krakau-Oberschlesische Bahn)
- 1856. március 1. – Trzebinia–Auschwitz
- 1856. február 20. – Krakau–Bierzanów–Podłeże–Dembica
- 1857. január 26. – Bierzanów–Wieliczka
- 1858. november 15. – Dembica–Rzeszów, még az ÖStB kezdte el és a CLB fejezte be.

## Fordítás
- Ez a szócikk részben vagy egészben  a   k.k. Östliche Staatsbahn című német Wikipédia-szócikk fordításán alapul.  Az eredeti cikk szerkesztőit annak laptörténete sorolja fel. Ez a jelzés csupán a megfogalmazás eredetét és a szerzői jogokat jelzi, nem szolgál a cikkben szereplő információk forrásmegjelöléseként.